# Lõbembe
Lõbembe (Duits: Lembembe) is een plaats in de Estlandse gemeente Hiiumaa, provincie Hiiumaa. De plaats heeft de status van dorp (Estisch: küla). Een klein deel van de luchthaven Kärdla ligt op het grondgebied van Lõbembe.
Tot in oktober 2017 behoorde Lõbembe tot de gemeente Pühalepa. In die maand werd de fusiegemeente Hiiumaa gevormd.

## Bevolking
Het dorp had 8 inwoners op 31 december 2011 en 3 inwoners op 31 december 2021.

## Geschiedenis
Lõbembe werd voor het eerst vermeld in 1565 als Thonius i Löppenpell. In 1688 werd het plaatsje vermeld onder meerdere namen: Leppänpäläby, Leppenbä, Lopenpeh en Loppenpäh, in 1782 als Leppempe en in 1798 als Löbbebe. Het dorp lag op het landgoed Großenhof (Suuremõisa).
Tussen 1977 en 1997 maakte Lõbembe deel uit van het noordelijke buurdorp Hiiessaare.